# Minuartia macrocarpa
Minuartia macrocarpa är en nejlikväxtart. Minuartia macrocarpa ingår i släktet nörlar, och familjen nejlikväxter.

## Underarter
Arten delas in i följande underarter:
- M. m. koreana
- M. m. kurilensis
- M. m. macrocarpa
- M. m. minutiflora

## Bildgalleri

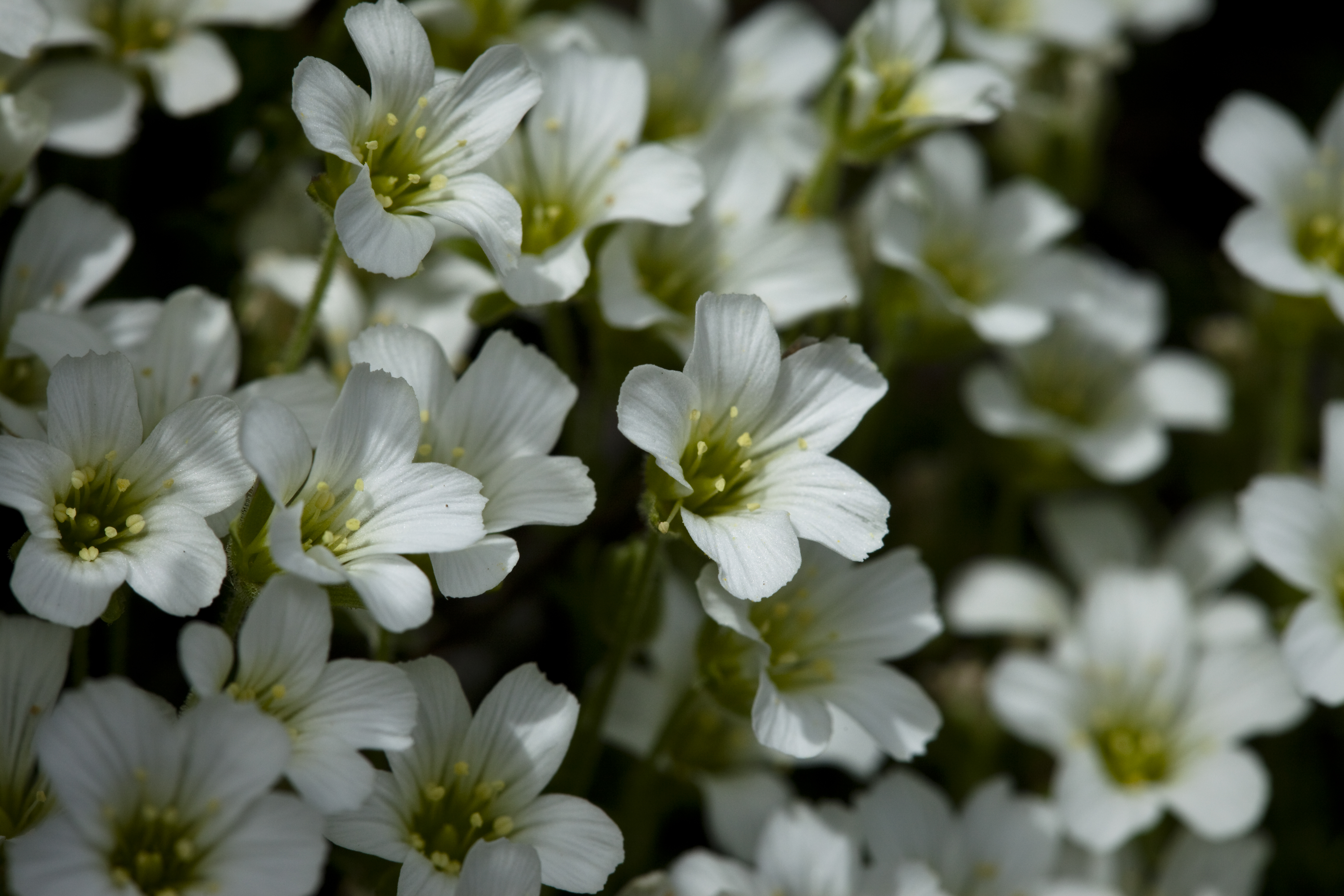
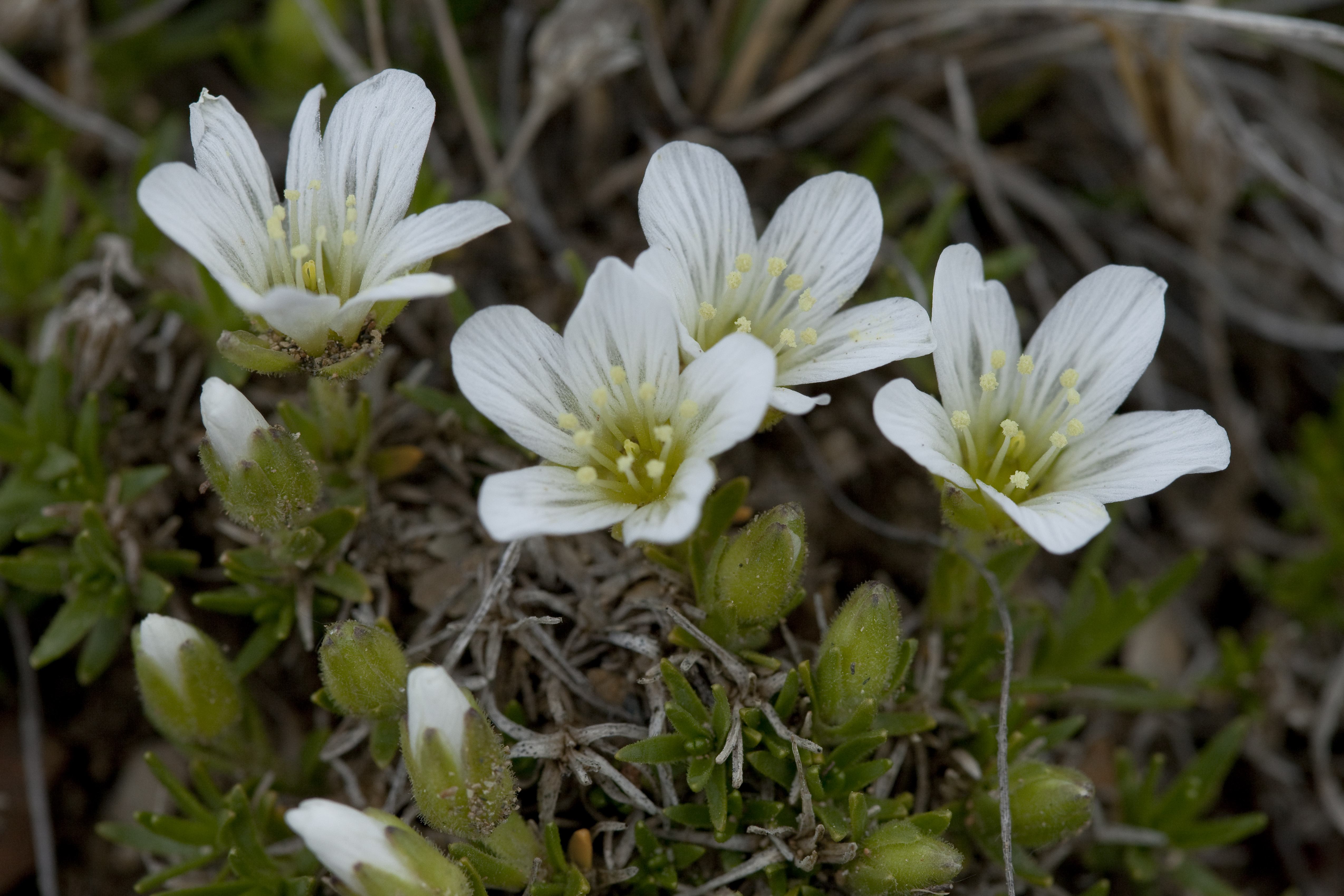